# Bonaventure Kalou
Bonaventure Kalou (Oumé, 12 de Janeiro de 1978) é um ex-futebolista marfinense que jogava como meio-campista ou volante.
Também é conhecido por ser o irmão mais velho do jogador Salomon Kalou, ex-jogador do Botafogo.

## Carreira
Começou a carreira profissional na equipe marfinesa ASEC Mimosas, em 1997, onde marcou 6 gols em 35 partidas. Depois de poucos meses de bastante sucesso no Mimosas, Kalou se transferiu para a equipe holandesa Feyenoord. Jogou por lá durante 6 anos, de 1997 a 2003, e marcou 35 gols em 145 partidas, e tornou-se um ídolo da torcida do Feyenoord. Em 2003 se transferiu para a equipe francesa AJ Auxerre, onde jogou duas temporadas e foi titular do time nas duas, disputando 63 partidas e marcando 19 gols. Depois disso se transferiu para o Paris Saint-Germain, em 2005, para formar dupla de ataque com Pauleta. Jogou por dois anos na equipe francesa, marcou 11 gols em 55 partidas. Em 2007 foi para o RC Lens, numa temporada cheia de contusões, jogou apenas 4 partidas e não marcou nenhum gol. Depois do fim de sua rápida passagem pelo Lens, Kalou foi jogar no Al-Jazira Club, dos Emirados Árabes. Depois rápida passagem lá se transferiu para o SC Heerenveen, da Holanda.

## Seleção
Pela Seleção Marfinesa disputou a Copa do Mundo de 2006, onde foi titular, mas sua Seleção foi eliminada na primeira fase do torneio.